# ۳۸ (پیش از میلاد)
۳۸ (پیش از میلاد) ۳۸مین سال قبل از تقویم میلادی است.